# 濛江乡
濛江乡，是中华人民共和国吉林省白山市靖宇县下辖的一个乡镇级行政单位。

## 行政区划
濛江乡下辖以下地区：
二参场社区、靖宇村、义胜村、富阳村、板石村、八宝村、南天门村、大沙河村、珠子河村、后双山村、小营子村、前双山村、中华村、大门框村、复兴村、四海村、徐家店村、营林村和山林村。